# Meir Zarchi
Meir Zarchi (hebreu: מאיר זרחי‎; nascut el 1937) és un director, guionista i productor de cinema israelià-estatunidenc

## Carreres professionals
El primer crèdit cinematogràfic professional de Zarchi prové de proporcionar la història del drama israelià de 1962, Nini.
La primera pel·lícula de Zarchi com a director va ser I Spit on Your Grave a.k.a. Day of the Woman (1978), protagonitzada per Camille Keaton, amb qui es va casar l'any següent. Grave, la història d'una dona que busca venjança violenta dels homes que la van violar, va ser considerada controvertida en el moment de la seva estrena i va patir censura a diversos països. El 2010, Zarchi va produir el remake de I Spit on Your Grave, i les seqüeles posteriors del remake: I Spit on Your Grave 2 (2013) i I Spit on Your Grave III: Vengeance Is Mine (2015).
L'esforç de segon any de Zarchi va arribar set anys més tard amb el drama de venjança ambientat a la ciutat de Nova York, Don't Mess with My Sister (també conegut com "Family and Honor"), que va ser nominat per l'American Film Institute, The Hollywood Reporter i Revista Billboard, com a millor llargmetratge de ficció en vídeo. Va actuar com a productor executiu de la pel·lícula Holy Hollywood, una comèdia dramàtica sobre aspirants a actors, protagonitzada per Mickey Rooney. Holy Hollywood va ser escrit i dirigit pel fill de Meir, Terry Zarchi, que també va fer un documental, Growing Up With I Spit On Your Grave, previst per al llançament conjuntament amb el llançament de la seqüela el 2018.
Zarchi va publicar la seva darrera novel·la-guió, Death Wish Soozan.
Gairebé quaranta anys després de la pel·lícula original, Zarchi va filmar la seqüela oficial, I Spit on Your Grave: Deja Vu, que es va estrenar el 2019 amb Keaton repetint el seu paper de Jennifer Hills.

## Filmografia
- I Spit on Your Grave (1978) - escriptor, productor i director
- Don't Mess with My Sister (1985) - escriptor, productor i director
- I Spit on Your Grave (2010) - productor executiu
- I Spit on Your Grave 2 (2013) - productor executiu
- I Spit on Your Grave III: Vengeance Is Mine (2015) - productor executiu
- I Spit on Your Grave: Deja Vu (2019) - escriptor, productor i director